# Yuji Ohno
Yuji Ohno (大野 雄二 Ōno Yūji) också känd under namnet MahouP (魔法P MahōP) född 30 maj 1941 i Atami, Shizuoka, Japan är en japansk jazzsångare som är mest känd för sin medverkan i ett stort antal anime-serier.

## Diskografi
- Sound Adventure Act.1 (1975)
- The Inugamis (1976)
- Space Kid (1978)
- Silent Dialogue (1979, with Masa Matsuda)
- Cosmos (1981)
- Lifetide (1982)
- Lupin The 3rd: Perfect Collection (1984)
- Lupin III Theme Collection (1991)
- LUPIN THE THIRD 「JAZZ」 ～the 3rd～ Funky & Pop (1999)
- Lupin the Third: Jazz Bossa & Fusion (2002)
- Lupin the Third Jazz: Another Jazz (2002)
- Lupin the Third Jazz Plays the "Standards" (2003)
- LUPIN TROIS (2004)
- Lupin the Third Jazz: Cool for Joy (2005)